# 深水無鬚鱈
深水無鬚鱈（学名：Merluccius paradoxus），為無鬚鱈科無鬚鱈屬的一種，分布於東南大西洋納米比亞至南非東倫敦及西印度洋馬達加斯加海脊海域，為深海魚類，深度200－1000公尺，體長可達115公分，棲息在底層水域，以魚類、頭足類、糠蝦等為食，生活習性不明，為高經濟價值食用魚。

## 扩展阅读
維基物種上的相關：深水無鬚鱈